# Francis Alonzo Bartlett
Francis Alonzo Bartlett (Belchertown, 13 novembre 1882 – Stamford, 21 novembre 1963) è stato un botanico ed eminente dendrologo statunitense.

## Biografia
Bartlett si laureò presso il Massachusetts Agricultural College (ora Università del Massachusetts Amherst) nel 1905, dove in seguito accettò un titolo dottorale onorifico.
Insegnò per due anni Orticoltura presso l'Hampton Institute in Virginia, prima che un benefattore di quell'istituto si convincesse a riportarlo nell'area di New York, dove in quel periodo molti alberi da ombra e ornamentali di gran valore erano in sofferenza e morenti. Bartlett accettò la sfida costituendo nel 1907 la società Bartlett Tree Expert Company.
Nel 1913 Bartlett fondò i Bartlett Arboretum and Gardens presso la sua residenza a North Stamford, nel Connecticut, al fine di disporne per l'addestramento del personale della sua società.
Nel 1927 l'attività scientifica era così intensa da giustificare la costituzione dei Bartlett Tree Research Laboratories, dapprima ubicati a North Stamford e, dal 1965, trasferiti in una vasta proprietà a Charlotte, nella Carolina del Nord.
Bartlett fu il primo ad utilizzare potenti apparecchiature di irrorazione per la gestione delle infestazioni in agricoltura e il primo a sviluppare pratici metodi di cablaggio e sostegno per rinforzare alberi strutturalmente deboli.